# Paratetrapedia acuticollis
Paratetrapedia acuticollis är en biart som först beskrevs av Cheesman 1929.  Paratetrapedia acuticollis ingår i släktet Paratetrapedia och familjen långtungebin. Inga underarter finns listade i Catalogue of Life.